# Текіргіол
Текіргіол (рум. Techirghiol) — місто у повіті Констанца в Румунії.
Місто розташоване на відстані 203 км на схід від Бухареста, 13 км на південь від Констанци.

## Населення
За даними перепису населення 2002 року у місті проживали 7109 осіб.
Національний склад населення міста:
| Національність   | Кількість осіб | Відсоток |
| ---------------- | -------------- | -------- |
| румуни           | 5936           | 83,5%    |
| татари           | 743            | 10,5%    |
| турки            | 361            | 5,1%     |
| цигани           | 44             | 0,6%     |
| угорці           | 11             | 0,2%     |
| українці         | 6              | 0,1%     |
| німці            | 2              | < 0,1%   |
| росіяни-липовани | 2              | < 0,1%   |
| словаки          | 2              | < 0,1%   |
| болгари          | 1              | < 0,1%   |
| вірмени          | 1              | < 0,1%   |

Рідною мовою назвали:
| Мова       | Кількість осіб | Відсоток |
| ---------- | -------------- | -------- |
| румунська  | 6040           | 85,0%    |
| татарська  | 729            | 10,3%    |
| турецька   | 282            | 4,0%     |
| циганська  | 32             | 0,5%     |
| угорська   | 9              | 0,1%     |
| українська | 6              | 0,1%     |
| німецька   | 4              | 0,1%     |
| російська  | 3              | < 0,1%   |
| болгарська | 1              | < 0,1%   |
| вірменська | 1              | < 0,1%   |

Склад населення міста за віросповіданням:
| Релігія        | Кількість осіб | Відсоток |
| -------------- | -------------- | -------- |
| православні    | 5854           | 82,3%    |
| мусульмани     | 1128           | 15,9%    |
| адвентисти     | 47             | 0,7%     |
| п'ятдесятники  | 33             | 0,5%     |
| римо-католики  | 25             | 0,4%     |
| реформати      | 4              | 0,1%     |
| старообрядці   | 3              | < 0,1%   |
| греко-католики | 2              | < 0,1%   |
| атеїсти        | 2              | < 0,1%   |
| баптисти       | 1              | < 0,1%   |
| лютерани       | 1              | < 0,1%   |
| не релігійні   | 1              | < 0,1%   |

## Зовнішні посилання
- Дані про місто Текіргіол на сайті Ghidul Primăriilor